# Crimes of the Future
Crime ale viitorului (titlu original: Crimes of the Future) este un film SF canadian din 1970 scris, regizat și produs de David Cronenberg. În rolurile principale joacă actorii  Ronald Mlodzik, Jon Lidolt, Tania Zolty, Jack Messinger, Paul Mulholland, William Haslam și William Poolman.
Crimes of the Future, un film de același nume, de asemenea regizat de Cronenberg, va fi lansat în iunie 2022.

## Prezentare
În 1997, folosirea produselor cosmetice duce la moartea a milioane de femei. Antoine Rouge, cel care a descoperit boala, dispare fără urmă. Pacienților din clinica sa încep să le apară organe misterioase ...

## Distribuție
- Ronald Mlodzik ca Adrian Tripod
- Jon Lidolt
- Tania Zolty
- Jack Messinger
- Paul Mulholland
- William Haslam
- William Poolman
- Stefen Czernecki
- Raymond Woodley
- Kaspars Dzeguze
- Iain Ewing
- Brian Linehan
- Leland Richard
- Norman Snider
- Stephen Zeifman